# Zbyszko (imię)
Zbyszko – zdrobnienie od imion Zbygniew, Zbysław, Zbylut i Zbywoj. Obecnie bywa nadawane jako samodzielne imię.  
Zbyszko imieniny obchodzi: 17 marca.
Znane postaci noszące imię Zbyszko:
- Zbyszko Bednorz (1913–2010) – polski pisarz
- Zbyszko Chojnicki (ur. 1928) – polski ekonomista i geograf
- Zbyszko Melosik (ur. 1956) – socjolog i pedagog
- Zbyszko Piwoński (ur. 1929) – polityk polski
- Zbyszko Siemaszko (1925–2015) – polski fotografik